# Baron Jeffreys

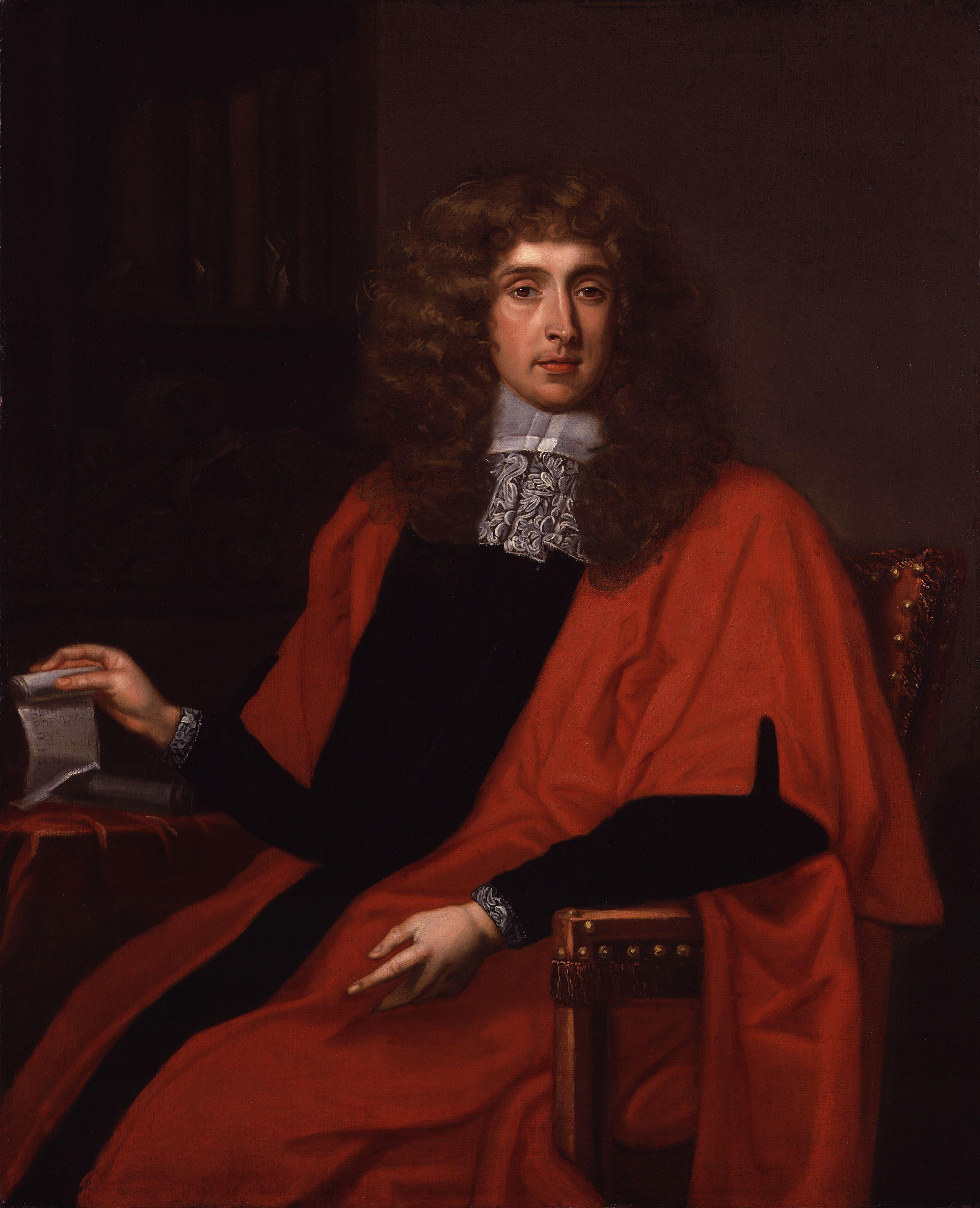
George Jeffreys, 1. Baron Jeffreys (Erste Verleihung 1685)

Baron Jeffreys ist ein erblicher britischer Adelstitel, der je einmal in der Peerage of England und der Peerage of the United Kingdom verliehen wurde.

## Verleihungen
Die erste Verleihung erfolgte am 16. Mai 1685 durch Letters Patent in der Peerage of England mit dem Titel Baron Jeffreys, of Wem in the County of Salop, an Sir George Jeffreys, 1. Baronet, einen Günstling von König Jakob II. Dieser war bereits 1681 zum Baronet, of Bulstrode in the County of Buckingham, erhoben worden und war Lord Chief Justice und später Lordkanzler. Die Verleihung der Baronie erfolgte mit dem besonderen Zusatz, dass der Titel vorrangig an die männlichen Nachkommen aus seiner zweiten Ehe vererbt werden solle. Da diese jedoch kinderlos blieb, beerbte ihn 1689 sein Sohn aus erster Ehe als 2. Baron. Beide Titel erloschen schließlich am 9. Mai 1702, als dieser ohne männliche Abkömmlinge starb.
In zweiter Verleihung wurde am 12. Juli 1952 der Titel Baron Jeffreys, of Burkham in the County of Southampton, für George Darell Jeffreys neu geschaffen, nunmehr in der Peerage of the United Kingdom. Er war ein Ur-ur-ur-urenkel des jüngeren Bruders des 1. Barons erster Verleihung. Jeffreys hatte vom Beginn des Jahrhunderts bis kurz vor Beginn des Zweiten Weltkriegs vielfach ausgezeichnet, zuletzt als General, in der British Army gedient und war dann für ein Jahrzehnt Unterhausabgeordneter gewesen.

## Liste der Barone Jeffreys

### Barone Jeffreys, erste Verleihung (1685)
- George Jeffreys, 1. Baron Jeffreys (1645–1689)
- John Jeffreys, 2. Baron Jeffreys (1673–1702)

### Barone Jeffreys, zweite Verleihung (1952)

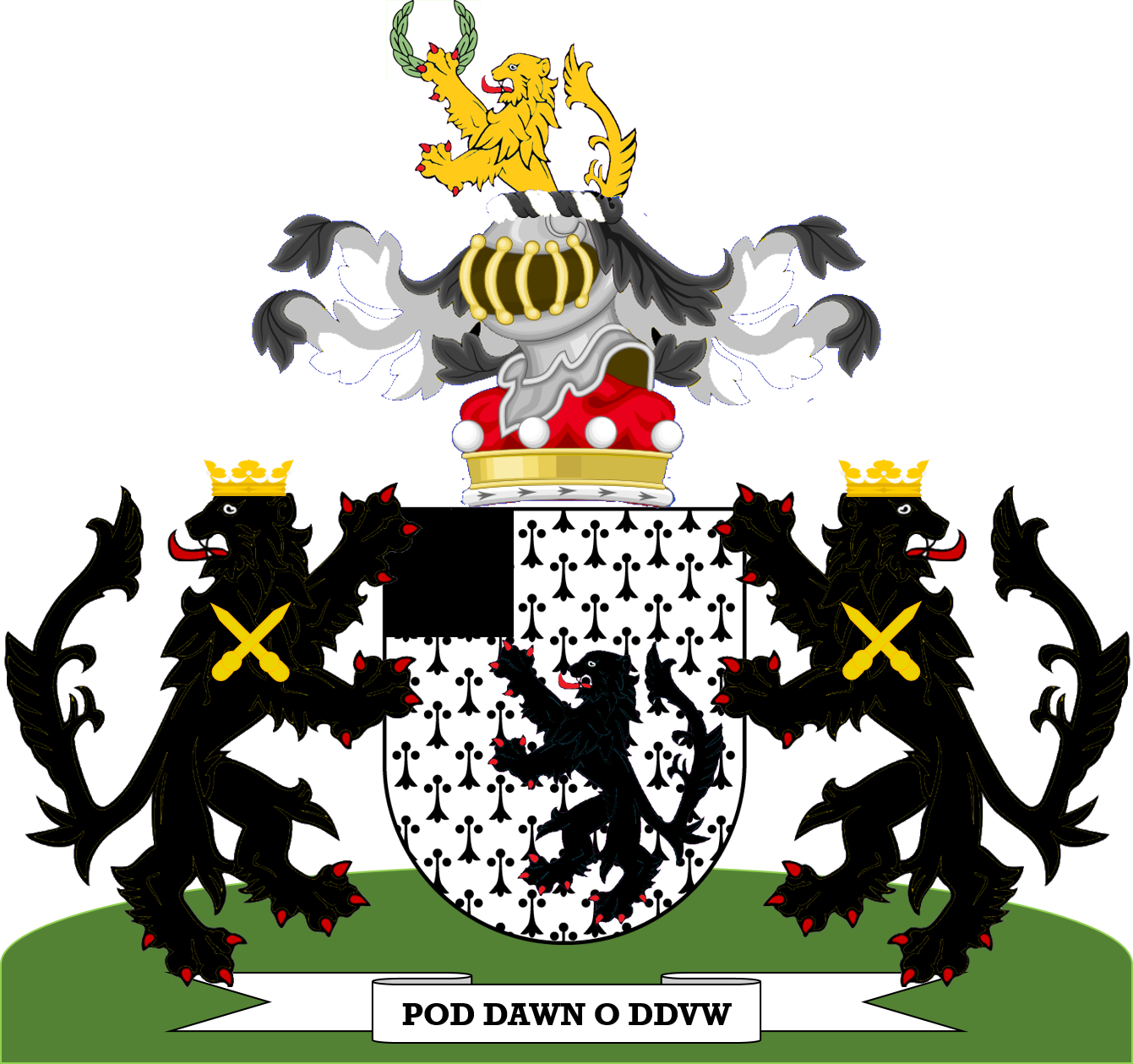
Wappen der Baron Jeffreys (1952)

- George Darell Jeffreys, 1. Baron Jeffreys (1878–1960)
- Mark George Christopher Jeffreys, 2. Baron Jeffreys (1932–1986)
- Christopher Henry Mark Jeffreys, 3. Baron Jeffreys (* 1957)

Titelerbe ist der Sohn des jetzigen Barons, Hon. (der Ehrenwerte) Arthur Mark Henry Jeffreys (* 1989).